# فليش والون 2015

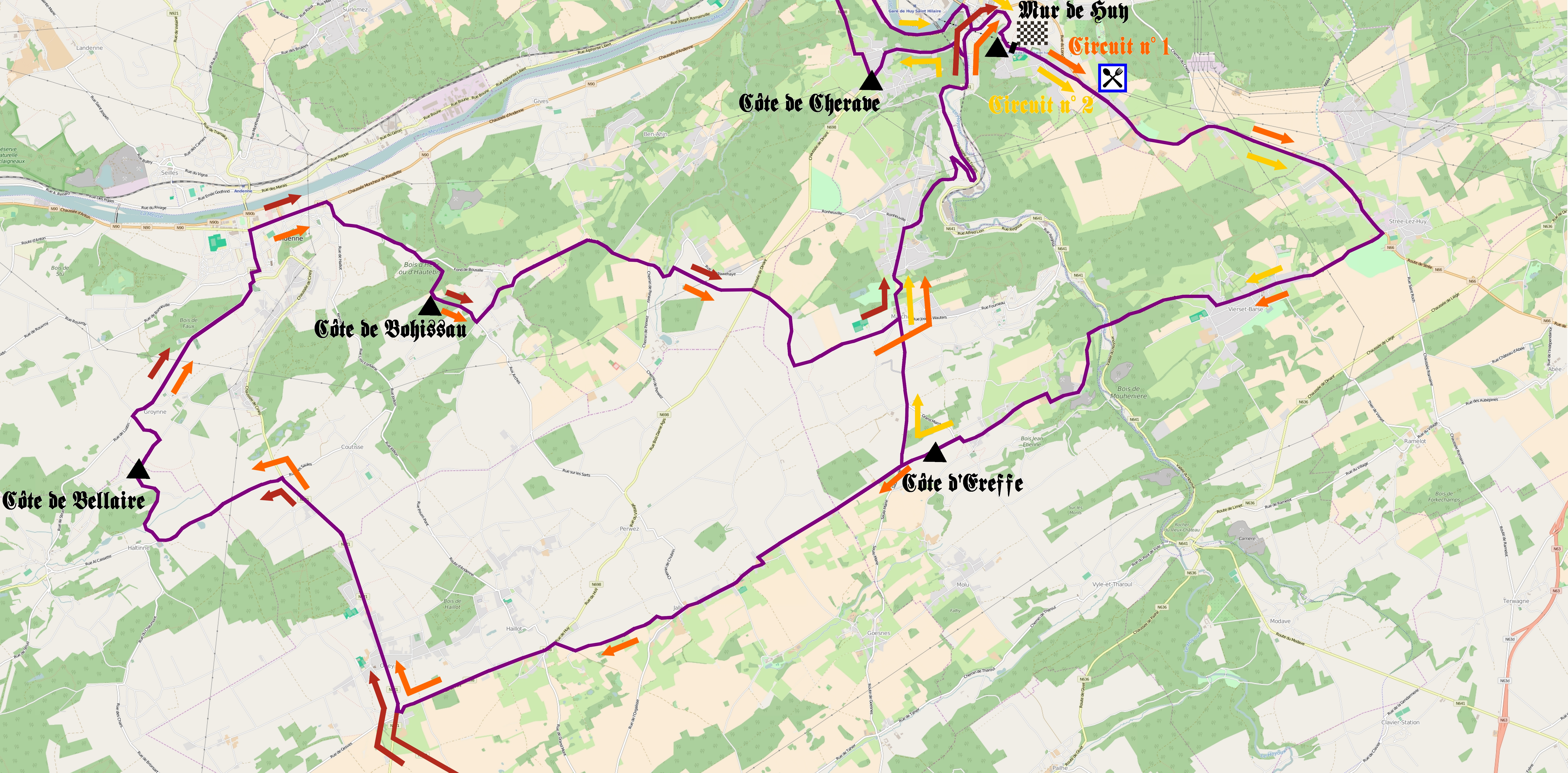

فليش والون 2015 (بالإنجليزية: 2015 La Flèche Wallonne)‏ هو سباق دراجات هوائية أقيم بتاريخ 22 أبريل 2015، تكون السباق من 1 مراحل وامتدّ لمسافة 205. 5 كم بسرعة 40.0 كم/س، استغرق السباق 5hr 8 دقيقة 22 ثانية. فاز به الإسباني أليخاندرو بالبيردي.

## الترتيب
| م                     | الدرّاج             | البلد   | الزمن                |
| --------------------- | ------------------ | ------- | -------------------- |
| الفائز بالترتيب العام | أليخاندرو بالبيردي | إسبانيا | 5hr 8 دقيقة 22 ثانية |

## روابط خارجية
- فليش والون 2015 على موقع إحصائيات الدراجات الإحترافية (الإنجليزية)